# Francesco Guardabassi
Francesco Guardabassi (Perugia, 24 ottobre 1793 – Perugia, 20 agosto 1871) è stato un patriota e politico italiano. Fu senatore del Regno d'Italia.

## Biografia

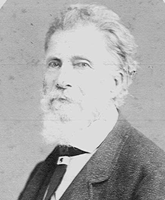
Fotografia Di Francesco Guardabassi presente sul sito del Senato Della Repubblica

Rimasto presto orfano del padre Mariano, fu allevato dagli zii paterni, educato secondo le idee illuministiche dettate dalla Rivoluzione francese. Sua madre era la contessa Vittoria Narboni.
Rappresenta per la attività politica, sociale e umanitaria svolta nella città tra il 1820 e 1860 un riferimento storico e culturale importante per avere assimilato gli ideali liberali del padre Mariano e dello zio Benedetto, entrambi massoni, che rafforzò a Firenze frequentando i patrioti. Con tali principi entra a far parte dapprima della Carboneria in una Vendita Perugina, successivamente della Giovine Italia per i contatti che ebbe in esilio a Marsiglia con Giuseppe Mazzini che lo incaricò di costituire in Umbria una sezione di quella Società e infine viene iniziato alla Massoneria presso la Loggia Fermezza.
Nel 1812 fu inviato in Francia alla scuola militare di St. Germain, dalla quale uscì con il grado di tenente dei corazzieri. In seguito, nel 1816 aderì alla carboneria; scoperto, fu esiliato a Firenze negli anni tra il 1821 e il 1831.
Nel 1831 allorquando Perugia, all'indomani dei moti di Romagna e Marche, si affrancò dal Papato riceve l'incarico di Comandante della Guardia Civica cittadina per poi, tornato il potere papalino, essere costretto ad un primo esilio pur avendo mediato la volontà dei rivoltosi di resistere nella Rocca Paolina e quella degli Austriaci di saccheggiare la città.
Si era assunto tutti gli oneri richiesti per il pagamento delle armi e la indennità dei singoli, privandosi dell'oro e dei preziosi di famiglia al fine di risparmiare la popolazione da una carneficina. Malgrado ciò viene incarcerato a Livorno e, confiscatigli i beni, esiliato in Francia dove ha contatti con Mazzini e poi a Londra, rientrando a Perugia nel dicembre del 1831 acclamato da tutta la popolazione. Il suo senso di solidarietà si manifesta ancora in occasione del terremoto del gennaio 1832 sostenendo la popolazione sia moralmente che economicamente attingendo ancora una volta ai propri beni e facendo visita alle terre terremotate a Foligno.
Nel 1833 accusato proditoriamente di "lesa maestà, sedizione e rivoluzione" per avere partecipato a riunioni presso la farmacia Tei in Piazza Piccola a Perugia viene tradotto in carcere prima a Macerata, poi a Civita Castellana e infine a Roma nella famosa Cella Cagliostra di Castel Sant'Angelo dove rifiuta la domanda di grazia inoltrata al papa dalla moglie Isabella Perrucchini; a distanza di 10 mesi, riaperto il procedimento penale, viene dimostrata la sua estraneità ai fatti anche se nella sentenza le parole "trovato non colpevole" furono volutamente mutate in "non trovato il colpevole".

Tornato di nuovo a Perugia si dedica in modo scientifico alla viticoltura presso la sua tenuta di Parlesca e nel 1849, terminato il breve periodo della Repubblica Romana, afferma ad un generale papalino che in città si sarebbe avuta "niente resistenza con la soldatesca repubblicana, ma protesta contro il dominio radicale e desiderio di un nuovo ordinamento".

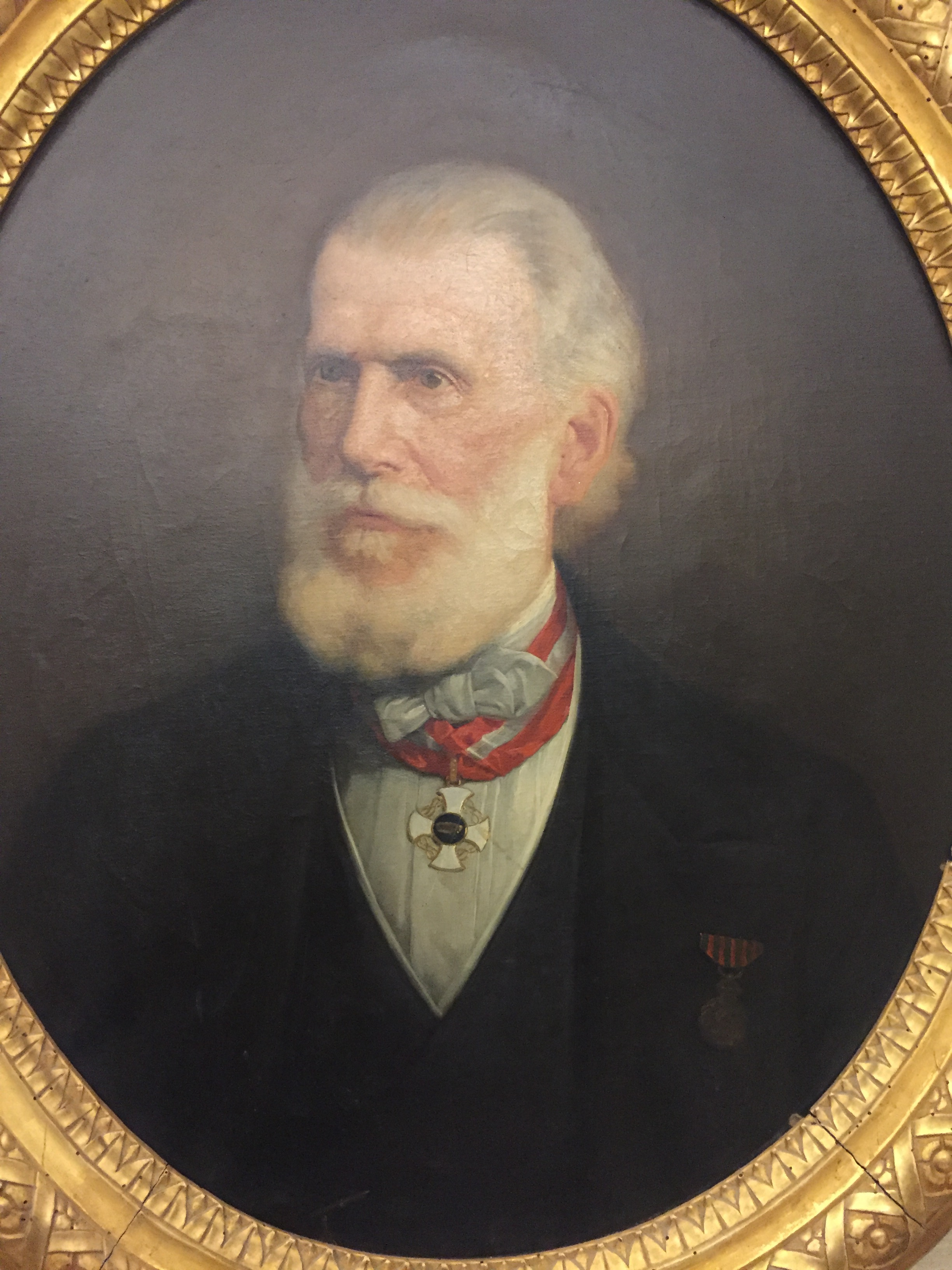
Il ritratto di Francesco Guardabassi presente nell'ufficio del Sindaco di Perugia a Palazzo Priori

Alle ore 11 del 14 giugno 1859 alla presenza di Zeffirino Faina, Nicola Danzetta, Carlo Bruschi e Tiberio Berardi comunica al legato papale, Monsignor Giordani, la volontà espressa dalla città di essere italiana ed entra a far parte del Governo Provvisorio di Perugia, anche se i noti fatti del 20 giugno costringono il Guardabassi ad un altro esilio in Toscana da cui tornerà solo nel 1860, riottenendo per la terza volta il comando della Guardia Civica.
Negli anni successivi viene dapprima eletto Deputato e successivi nominato Senatore a vita. 

Nel 1881, a distanza di dieci anni dalla sua morte, la Massoneria perugina lo onorò costituendo una nuova Loggia dedicata allo stesso Francesco Guardabassi e gli stessi concittadini affermavano che “per lui venivano prima di tutto gli interessi della città, poi quello degli amici e in ultimo i suoi” e i fatti a lui inerenti gli valsero l'epiteto de "il babbo dei perugini", soprannome che lo distingue dall'omonimo nipote, Francesco Guardabassi jun.

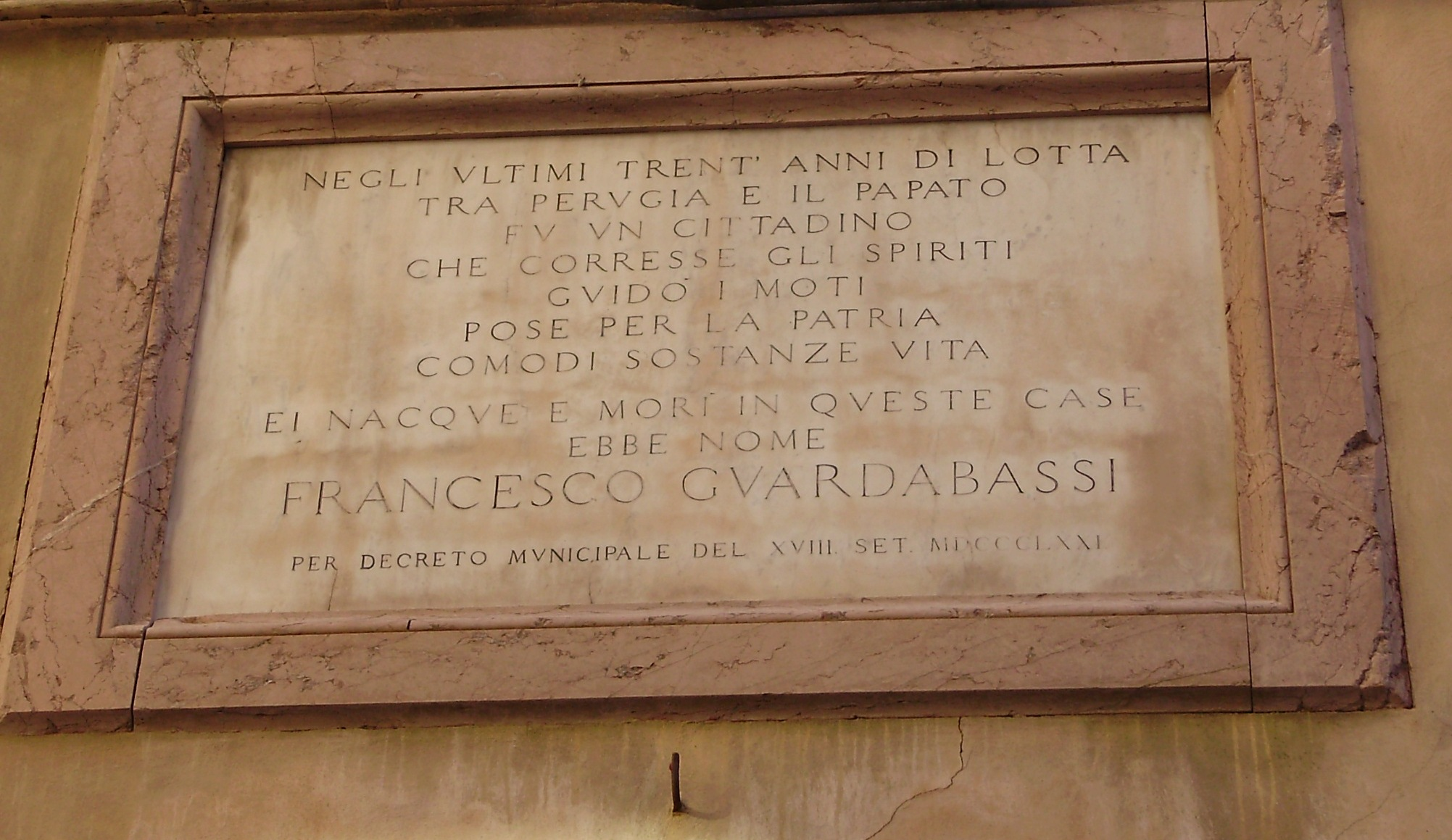
Lapide di casa Guardabassi